# Autoroute A28 (Pays-Bas)
L'autoroute A28 est une autoroute des Pays-Bas. Sa longueur est d'environ 188 km.
L'A28 traverse les provinces néerlandaises d'Utrecht, de Gueldre, d'Overijssel, de Drenthe et de Groningue. La route relie les villes d'Utrecht, d'Amersfoort, de Zwolle, d'Assen et de Groningue.